# Santiago, Norte de Santander
Santiago là một khu tự quản thuộc tỉnh Norte de Santander, Colombia. Thủ phủ của khu tự quản Santiago đóng tại Santiago Khu tự quản Santiago có diện tích  ki lô mét vuông. Đến thời điểm ngày 28 tháng 5 năm 2005, khu tự quản Santiago có dân số 2377 người.